# Feldklöster (Hochstift Hildesheim)
Als Hildesheimer Feldklöster werden neun Klöster im ländlichen Bereich des historischen Hochstifts Hildesheim bezeichnet, die
- im Mittelalter gegründet,
- nach der Hildesheimer Stiftsfehde unter welfischer Herrschaft in lutherische Körperschaften umgewandelt,
- nach der Restitution des Hochstifts 1643 mit katholischen Konventen erneuert und
- nach der Säkularisation Anfang des 19. Jahrhunderts an den Hannoverschen Klosterfonds oder in Privateigentum übertragen wurden.

Vom Ende des Dreißigjährigen Kriegs bis zu ihrer Aufhebung waren diese Klöster katholische Inseln im lutherischen Umland. Die Klosterkirchen waren zugleich Pfarrkirchen für die Klosterbediensteten und die verstreuten Katholiken der umliegenden Dörfer (Amtspfarreien).
Die Gebäudeensembles der Hildesheimer Feldklöster wurden im späten 17. und frühen 18. Jahrhundert größtenteils barockisiert oder im Barockstil neu gebaut und mit bedeutenden Kunstwerken ausgestattet. Einige sind in dieser Gestalt bis heute erhalten; ihre Kirchen werden von katholischen Pfarrgemeinden genutzt.
| Bild         | Ort          | Patrozinium               | Gründungsjahr                      | Gründungskonvent                   | Restitutionskonvent                                 | heutige Nutzung                                                                                   |
| ------------ | ------------ | ------------------------- | ---------------------------------- | ---------------------------------- | --------------------------------------------------- | ------------------------------------------------------------------------------------------------- |
| Derneburg    | Derneburg    | St. Maria                 | 1213 1443                          | Augustinerinnen Zisterzienserinnen | Zisterzienser                                       | 1846–48 zum Schloss umgebaut, Kirche Teilabriss und Umgestaltung zum Rittersaal; Privatbesitz     |
| Dorstadt     | Dorstadt     | Zum heiligen Kreuz        | 1189                               | Augustinerinnen                    | Augustiner-Chorfrauen der Windesheimer Kongregation | Konventsgebäude Privatbesitz; Kirche Ruine                                                        |
| Escherde     | Escherde     | St. Maria                 | 1203/1236                          | Benediktinerinnen                  | Benediktinerinnen                                   | Staatsdomäne; Kirche profaniert (Speicher)                                                        |
| Grauhof      | Grauhof      | St. Georg                 | 1124 (Georgenberg); 1527 (Grauhof) | Augustiner-Chorherren              | Windesheimer Chorherren                             | Eigentum der Klosterkammer Hannover; Kirche katholische Gemeindekirche                            |
| Heiningen    | Heiningen    | St. Peter und Paul        | um 1000                            | Augustiner-Kanonissen              | Augustiner-Chorfrauen der Windesheimer Kongregation | Konventsgebäude Privatbesitz; Kirche Eigentum der Klosterkammer, katholische Gemeindekirche       |
| Lamspringe   | Lamspringe   | St. Hadrian und Dionysius | 9. Jahrhundert                     | Kanonissen                         | englische Benediktiner                              | Eigentum der Klosterkammer; Konventsgebäude Kommunalverwaltung, Kirche katholische Gemeindekirche |
| Riechenberg  | Riechenberg  | St. Maria                 | 1117                               | Augustiner-Chorherren              | Windesheimer Chorherren                             | Eigentum der Klosterkammer; nur Krypta erhalten; evangelische Bruderschaft Gethsemanekloster      |
| Ringelheim   | Ringelheim   | St. Abdon und Sennen      | 940 1150                           | Kanonissen Benediktiner            | Benediktiner                                        | Konventsgebäude (Schloss) Privatbesitz; Kirche katholische Gemeindekirche                         |
| Wöltingerode | Wöltingerode | St. Maria                 | 1174 1188                          | Benediktiner Zisterzienserinnen    | Zisterzienserinnen                                  | Eigentum der Klosterkammer; Hotel und Gastronomie                                                 |